# ErzbergRodeo

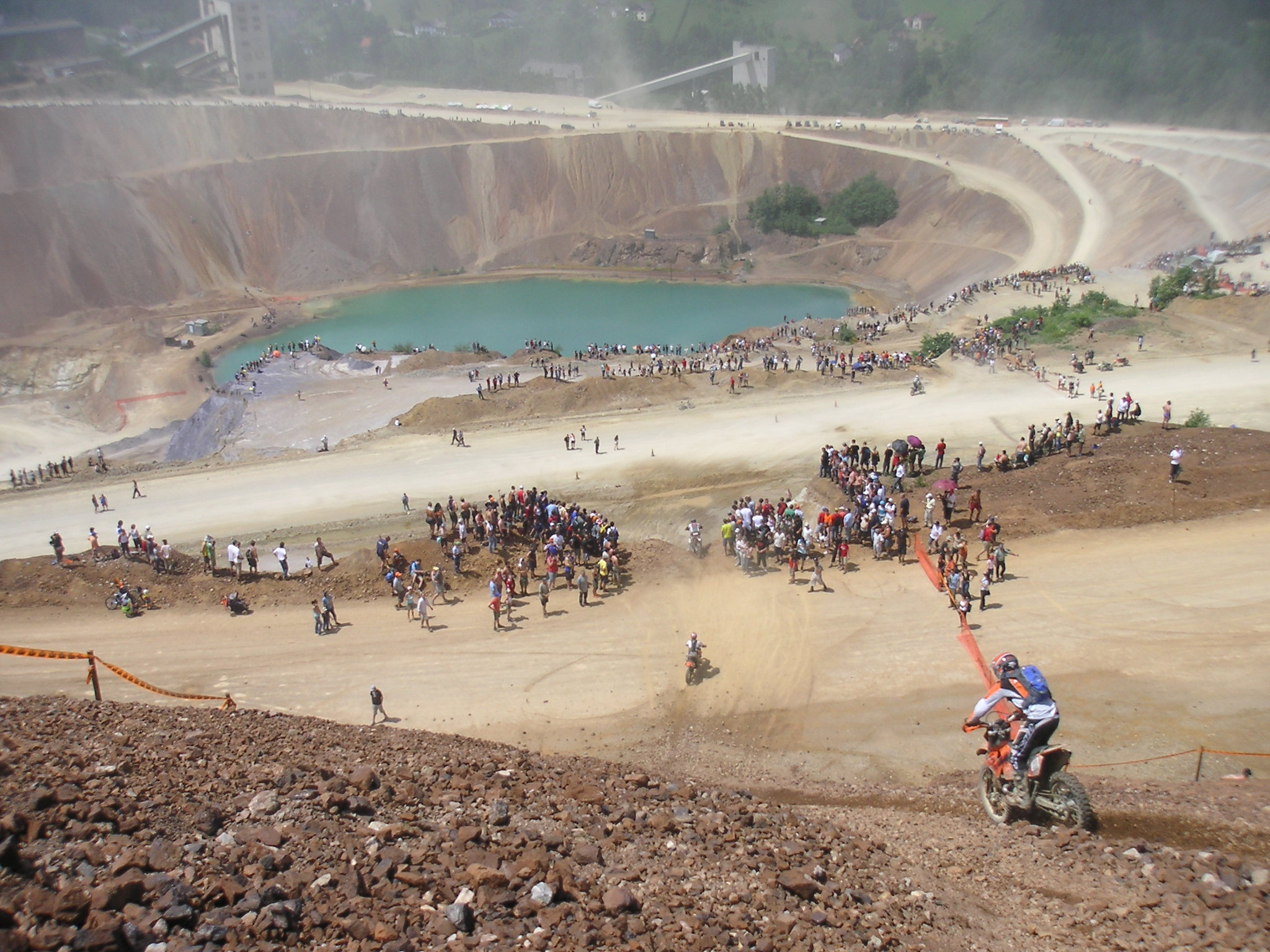
Start-Areal des Hare Scrambles

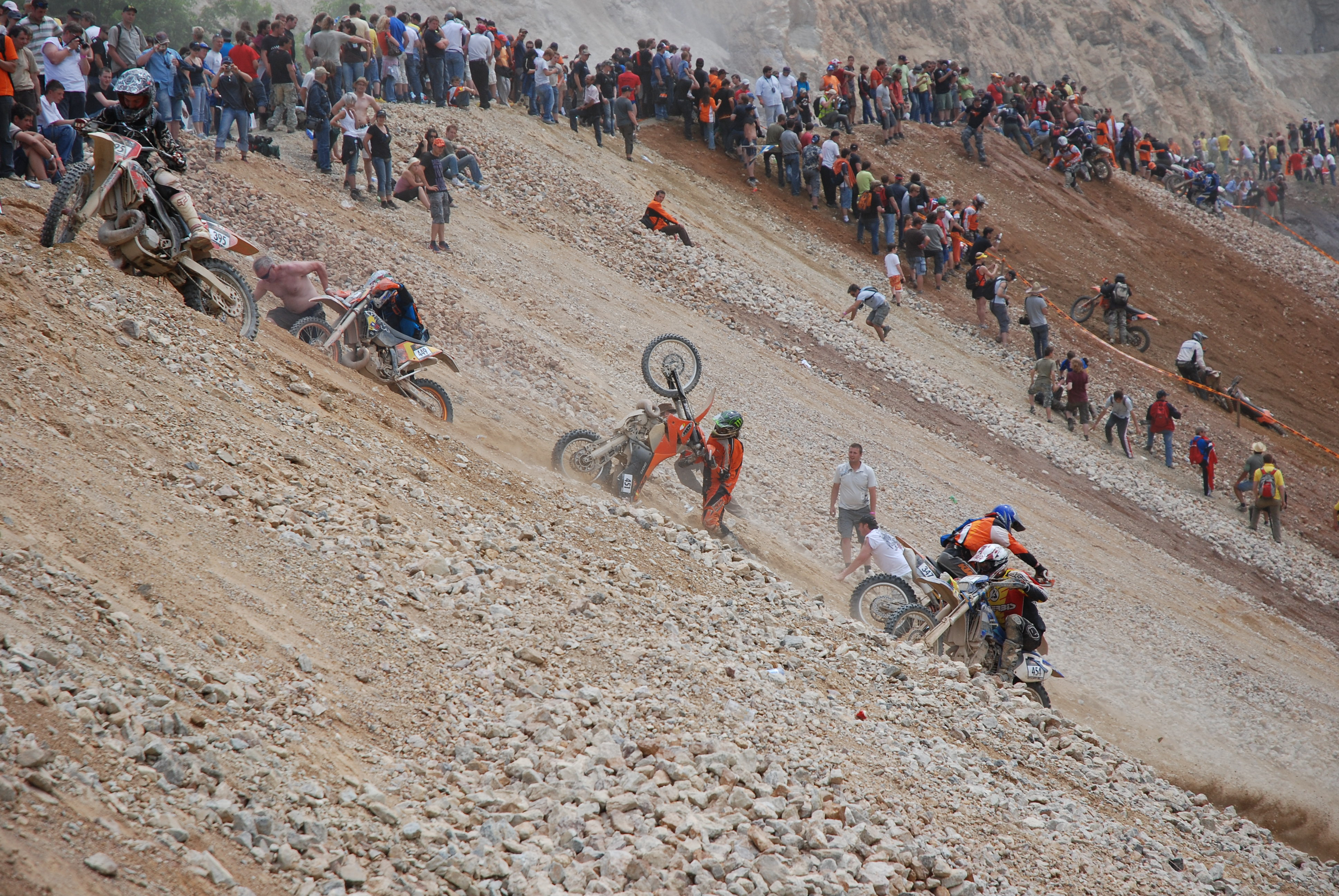

Das Erzbergrodeo ist ein seit 1995 jährlich im Mai oder Juni stattfindendes Enduro-Motorradrennen am Erzberg bei Eisenerz (Steiermark) in Österreich und das größte seiner Art in Europa.
Vom Veranstalter werden weder Start- noch Preisgelder ausbezahlt. Erhalten die Top-Fahrer bei vergleichbaren Veranstaltungen bis zu 50.000 Dollar Startgeld, nehmen sie hier zum Nulltarif teil. Karl Katoch ist Veranstalter dieser internationalen Veranstaltung und gilt auch als deren Urheber.
Seit 2008 sind Teilnehmer aus über 40 Nationen am Start. Für die strukturschwache Region ist das Erzbergrodeo ein wachsender Wirtschaftsfaktor, der nicht nur von der Lokalpolitik, sondern auch vom Land Steiermark unterstützt wird. 2020 und 2021 wurde die Veranstaltung abgesagt, seit 2022 wieder durchgeführt.

## Gliederung
Die viertägige Veranstaltung besteht aus folgenden Einzelrennen:
- Donnerstag: 2-Zylinder-Königsklasse, zwei Läufe auf der Prolog-Strecke (2005 zum ersten Mal ausgetragen, etwa 60 Starter).

Seit 2008 wird am Donnerstag anstatt der Königsklasse der Bewerb Endurocross ausgetragen und die 2-Zylinder Maschinen starten im Rahmen des normalen Iron Road Prologs in der Klasse Desert-Bomber.
Im Zuge des Endurocross zeigen einige der weltbesten Motocrosser spektakuläre Stunts und halsbrecherische Sprünge. Seit 2009 findet im Rahmen dieses Donnerstagsprogrammes ein weiteres Side Event statt, der so genannte Rocket-Ride. Bei diesem Steilhangrennen, welches auf einem der Starthänge des Hare Scrambles ausgetragen wird, gehen 300 Fahrer an den Start, um den 3-teiligen Hang in Bestzeit zu bezwingen. Die Top 48 Fahrer der Qualifikation treten danach in einem K.-o.-System in Gruppen von je 6 Fahrern an, von denen sich jeweils die besten 3 für die nächste Runde qualifizieren bis am Ende der Rocket Ride Champion feststeht.
- Freitag und Samstag: je ein Lauf des Iron Road Prologes auf einer ca. 13 km langen Schotterstrecke bis in die Nähe des Gipfels. Der Prolog ist gleichzeitig die Qualifikation für Sonntag. Hier wird in mehreren Klassen gestartet: Desert Bomber (Mehrzylinder-Enduros), Straßenmotorräder, Roller und Mopeds, Damenklasse, bis 2004 Standard-Singles (straßenzugelassene Einzylinder-Enduros) und seit 2004 Quads. Das Starterfeld ist auf 1500 Teilnehmer begrenzt. Die Starter gehen hier in 20 bis 40 Sekunden Abstand zwischen 09:00 Uhr und ca. 17:00 Uhr auf die Strecke.
- Sonntag von 12:00 Uhr bis 16:00 Uhr: der Höhepunkt das Red Bull Hare Scramble. Die besten 500 des Prologs sind am Sonntag startberechtigt. Die Streckenführung wird jedes Jahr geändert. Für die etwa 35 km lange Strecke benötigen die Sieger üblicherweise zwischen eineinhalb und zwei Stunden. Von den 500 Startern kommen selten mehr als 30 innerhalb des vier Stunden dauernden Rennens bis ins Ziel.

## Sieger Hare Scramble
| Jahr | Sieger                                                         | Land                               | Motorrad          |
| ---- | -------------------------------------------------------------- | ---------------------------------- | ----------------- |
| 1995 | Alfie Cox                                                      | Südafrika                          | KTM               |
| 1996 | Christian Pfeiffer                                             | Deutschland                        | GasGas            |
| 1997 | Christian Pfeiffer                                             | Deutschland                        | GasGas            |
| 1998 | Giovanni Sala                                                  | Italien                            | KTM               |
| 1999 | Stefano Passeri                                                | Italien                            | KTM               |
| 2000 | Christian Pfeiffer                                             | Deutschland                        | GasGas            |
| 2001 | Juha Salminen                                                  | Finnland                           | KTM               |
| 2002 | Cyril Despres                                                  | Frankreich                         | KTM               |
| 2003 | Cyril Despres                                                  | Frankreich                         | KTM               |
| 2004 | Christian Pfeiffer                                             | Deutschland                        | GasGas            |
| 2005 | David Knight                                                   | Isle of Man                        | KTM               |
| 2006 | David Knight                                                   | Isle of Man                        | KTM               |
| 2007 | Tadeusz Błażusiak                                              | Polen                              | KTM               |
| 2008 | Tadeusz Błażusiak                                              | Polen                              | KTM               |
| 2009 | Tadeusz Błażusiak                                              | Polen                              | KTM               |
| 2010 | Tadeusz Błażusiak                                              | Polen                              | KTM               |
| 2011 | Tadeusz Błażusiak                                              | Polen                              | KTM               |
| 2012 | Jonny Walker                                                   | Großbritannien                     | KTM               |
| 2013 | Graham Jarvis                                                  | Großbritannien                     | Husaberg          |
| 2014 | Jonny Walker                                                   | Großbritannien                     | KTM               |
| 2015 | Jonny Walker Graham Jarvis Alfredo Gómez Andreas Lettenbichler | Großbritannien Spanien Deutschland | KTM Husqvarna KTM |
| 2016 | Graham Jarvis                                                  | Großbritannien                     | Husqvarna         |
| 2017 | Alfredo Gómez                                                  | Spanien                            | KTM               |
| 2018 | Graham Jarvis                                                  | Großbritannien                     | Husqvarna         |
| 2019 | Graham Jarvis                                                  | Großbritannien                     | Husqvarna         |
| 2022 | Manuel Lettenbichler                                           | Deutschland                        | KTM               |
| 2023 | Manuel Lettenbichler                                           | Deutschland                        | KTM               |
| 2024 | Manuel Lettenbichler                                           | Deutschland                        | KTM               |
| 2025 | Manuel Lettenbichler                                           | Deutschland                        | KTM               |

## Herstellersiege
| Siege | Hersteller | Jahr(e)                                                                               |
| ----- | ---------- | ------------------------------------------------------------------------------------- |
| 22    | KTM        | 1995, 1998, 1999, 2001–2003, 2005–2012, 2014, 2015 (2×), 2017, 2022, 2023, 2024, 2025 |
| 5     | Husqvarna  | 2015 (2×), 2016, 2018, 2019                                                           |
| 4     | GasGas     | 1996, 1997, 2000, 2004                                                                |
| 1     | Husaberg   | 2013                                                                                  |

## Fahrersieger
| Fahrer                | Siege | Jahr(e)                      |
| --------------------- | ----- | ---------------------------- |
| Tadeusz Błażusiak     | 5     | 2007–2011                    |
| Graham Jarvis         | 5     | 2013, 2015, 2016, 2018, 2019 |
| Christian Pfeiffer    | 4     | 1996, 1997, 2000, 2004       |
| Manuel Lettenbichler  | 4     | 2022–2025                    |
| Jonny Walker          | 3     | 2012, 2014, 2015             |
| Cyril Despres         | 2     | 2002, 2003                   |
| David Knight          | 2     | 2005, 2006                   |
| Alfredo Gómez         | 2     | 2015, 2017                   |
| Alfie Cox             | 1     | 1995                         |
| Giovanni Sala         | 1     | 1998                         |
| Stefano Passeri       | 1     | 1999                         |
| Juha Salminen         | 1     | 2001                         |
| Andreas Lettenbichler | 1     | 2015                         |